# Mauban
Mauban est une municipalité de la province de Quezon, aux Philippines.

## Barangays
Mauban est subdivisée en 40 barangays.
- Abo-abo
- Alitap
- Baao
- Balaybalay
- Bato
- Cagbalete I
- Cagbalete II
- Cagsiay I
- Cagsiay II
- Cagsiay III
- Concepcion
- Liwayway
- Lucutan
- Luya-luya
- Macasin
- Lual (Poblacion (en))
- Mabato (Poblacion (en))
- Daungan (Poblacion (en))
- Bagong Bayan (Poblacion (en))
- Sadsaran (Poblacion (en))
- Rizaliana (Poblacion (en))
- Polo
- Remedios I
- Remedios II
- Rosario
- San Gabriel (Autrefois connue sous le nom de Tubog [1])
- San Isidro
- San Jose
- San Lorenzo
- San Miguel
- San Rafael
- San Roque
- San Vicente
- Santa Lucia
- Santo Angel
- Santo Niño
- Santol
- Soledad
- Tapucan
- Lual Rural

## Démographie
Selon le recensement de 2020, Mauban compte 71 081 habitants.